# Langues micronésiennes
Le sous-groupe des langues micronésiennes est un ensemble de vingt langues assez étroitement apparentées, appartenant au groupe des langues océaniennes, et donc à la famille des langues austronésiennes. Malgré leur nom, ce sous-groupe ne comprend pas toutes les langues vernaculaires de la région Micronésie. Bien qu'elles appartiennent au même sous-groupe, l'intercompréhension est très malaisée et un quart du vocabulaire seulement semble commun aux 19 langues micronésiennes et moins encore avec le nauruan.

## Répartition géographique
Le sous-groupe des langues micronésiennes inclut certaines des langues vernaculaires dans la zone géographique connue depuis 1830 sous le nom de Micronésie (incluant les États de la Micronésie proprement dite ; les îles Carolines, les Kiribati ; les îles Marshall ; les îles Mariannes), à l'exception du paluan, du chamorro, du yap et de certaines langues polynésiennes, qui sont des exclaves polynésiennes, et qui appartiennent à d'autres groupes de la famille austronésienne. Le nauruan est généralement reconnu comme faisant partie des langues micronésiennes, même si son statut exact vis-à-vis du proto-micronésien fait encore débat. La classification exacte du kosrae est également débattue.

### Liste des langues
Les vingt langues appartenant à ce groupe sont les suivantes :
- dans la famille nauruane (de classification incertaine dans le groupe des langues micronésiennes) :
  - le nauruan, à Nauru ;
- dans la famille  kusaïéenne (de classification incertaine dans le groupe des langues micronésiennes) :
  - le kosrae (ou kusaïé, kosraé), sur Kosrae (ou Kusaïé), comprenant la ville de Tofol et les communes de Lelu, Malem, Tafunsak et Utwa), dans l’État de Kosrae dans les États fédérés de Micronésie ;
- dans la famille micronésienne à proprement parler :
  - dans la famille ponapique-troukique :
    - dans la sous-famille ponapique :
      - le mokil (ou mwoakilais, mwoakiloa), sur l’atoll de Mokil, à l’est de l’État de Pohnpei dans les États fédérés de Micronésie ;
      - le pingelap (ou pingelapais), sur l’île de Pingelap, au centre-est de l’État de Pohnpei dans les États fédérés de Micronésie ;
      - le pohnpei (ou pohnpei), sur l’île de Pohnpei, au centre-ouest de l’État de Pohnpei dans les États fédérés de Micronésie ;

    - dans la sous-famille troukique (ou chuukique) :
      - le chuuk (ou chuukais), dans les îles Truk, au centre-est de l’État de Chuuk (dans les îles Carolines orientales) dans les États fédérés de Micronésie ;
      - le mortlock (ou nomoi), sur les îles Mortlock, au sud-est de l’État de Chuuk (dans les îles Carolines orientales) dans les États fédérés de Micronésie ;
      - le namonuito (ou namon-weïte), sur les îles Magur, Onou, Onari, Piserarh et Ulul, au nord-ouest de l’État de Chuuk (dans les îles Carolines orientales) dans les États fédérés de Micronésie ;
      - le paafang (en forte convergence vers le chuuk), dans les îles Hall (Nomwin, Fananu, Marilo, Ruo), au nord de l’État de Chuuk (dans les îles Carolines orientales) dans les États fédérés de Micronésie ;
      - le puluwat (ou pulapais, pulusukais), sur les îles de Puluwat, Pulap et Houk (Pulusuk), à l’ouest de l’État de Chuuk (dans les îles Carolines orientales) dans les États fédérés de Micronésie ;
      - le satawal, sur l’atoll de Satawal, à l’est de l’État de Yap (dans les îles Carolines orientales) dans les États fédérés de Micronésie ;
      - l’ulithi, sur l’atoll d’Ulithi, à l'est de l’État de Yap (dans les îles Carolines occidentales) dans les États fédérés de Micronésie ;
      - le woleai (ou lamotrekais), sur les atoll de Woleai et Lamotrek, dans l’État de Yap (dans les îles Carolines orientales) dans les États fédérés de Micronésie ;
      - le carolinien (carolinien de Saipan ou sud-carolinien, proche du satawal de Micronésie), dans les Îles Marianes du Nord ;
      - le tanapag (nord-carolinien ou tallabwog, proche du namonuito de Micronésie), dans les Îles Marianes du Nord ;
      - le sonsorolais (ou sonsorol, pulo anna, merir), dans l’État de Sonsorol au sud-ouest des Palaos ;
      - le tobi (ou tobien, hatohobei), sur l’île de Tobi, dans l’État de Tobi au sud des Palaos ;
      - le mapia (ou mapian), sur les îles Mapia dans la province de Papouasie en Indonésie : il ne restait qu’un seul locuteur en 2005 ;

  - dans la famille gilbertine :
    - le gilbertin (ou kiribati), aux Kiribati ;

  - dans la famille marshallaise :
    - le marshallais (ou marshall), dans les Îles Marshall.

## Classification
Les spécialistes s'accordent à définir le groupe micronésien au sein du plus vaste groupe océanien, sur la base d'innovations partagées. 
Le groupe se scinde ensuite entre, d'un côté, une branche nauruane (avec le nauruan), et de l'autre, les 19 langues restantes (branche dite micronésien nucléaire ou micronésien proprement dit, en anglais Nuclear Micronesian ou Micronesian Proper); pour ce dernier groupe, on peut définir un ancêtre commun, le proto-micronésien. À son tour, ce groupe micronésien nucléaire se scinde en plusieurs sous-branches.